# Idioma yana
El idioma yana (también yahi) es una lengua aislada extinta alguna vez hablada en la zona centro-norte de California entre los ríos Feather y Pit en lo que hoy son los condados de Shasta y Tehama, por la etnia yana.
Los nombres yana y yahi son derivados de palabras yana (en 2 dialectos) y significan "gente".

## Aspectos históricos, sociales y culturales

### Historia de la lengua
El idioma estaba en peligro de extinción desde finales del siglo XIX. En 1916 murió su último hablante, Ishi que hablaba la variante yahi y que había vivido varios años en aislamiento completo hasta que fue capturado por el sheriff local de Oroville (California). A partir de ese momento se le trasladó al museo de antropología de la Universidad de California en San Francisco donde Alfred Kroeber, Edward Sapir y otros tuvieron ocasión de estudiar esta lengua previamente no documentada. Tras los trabajos de Kroeber y Sapir, el idioma yana quedó bien documentado (mayormente por Edward Sapir) comparado a otras lenguas extintas americanas.

### Variaciones regionales
Hay cuatro dialectos yana conocidos:
- Yana del norte
- Yana central
- dialectos sureños
- Yana del sur
- Yahi

## Descripción lingüística

### Relaciones genéticas
El idioma yana es muy a menudo asociado con la hipotética rama hokan de idiomas. Sapir sugirió una agrupación del idioma yana dentro de la subfamilia de idiomas hokan del norte con los idiomas karuk, chimariko, shastan, palaihnihan, y pomoan.

### Gramática
El yaho habría sido una lengua polisintética. En el nombre y en el verbo se distinguen dos formas según el género gramatical (masculino y femenino). En algunos casos el yahi parece derivar el masiculino del femenino añadiendo el sufijo -na, una situación que recuerda parcialmente al marcaje inverso del número gramatical. Algunos ejemplos de la distinción entre masculino y femenino son:
| Masculino | Femenino  | GLOSA         |
| --------- | --------- | ------------- |
| diwai-ja  | diwai-tch | 'Mírame'      |
| t'en'na   | t'et      | 'oso grizzly' |
| yana      | yah       | 'persona'     |